# Бисјер Сен Жорж
Бисјер Сен Жорж (фр. Bussière-Saint-Georges) насеље је и општина у централној Француској у региону Лимузен, у департману Крез која припада префектури Гере.
По подацима из 2011. године у општини је живело 233 становника, а густина насељености је износила 10,38 становника/km². Општина се простире на површини од 22,45 km². Налази се на средњој надморској висини од 461 метар (максималној 498 m, а минималној 358 m).

## Демографија
| 1962. | 1968. | 1975. | 1982. | 1990. | 1999. | 2011. |
| ----- | ----- | ----- | ----- | ----- | ----- | ----- |
| 361   | 422   | 355   | 256   | 239   | 184   | 233   |

График промене броја становника у току последњих година